# Réseau européen des migrations
 (mai 2012).
Si vous disposez d'ouvrages ou d'articles de référence ou si vous connaissez des sites web de qualité traitant du thème abordé ici, merci de compléter l'article en donnant les références utiles à sa vérifiabilité et en les liant à la section « Notes et références ».
Pour les articles homonymes, voir EMN.

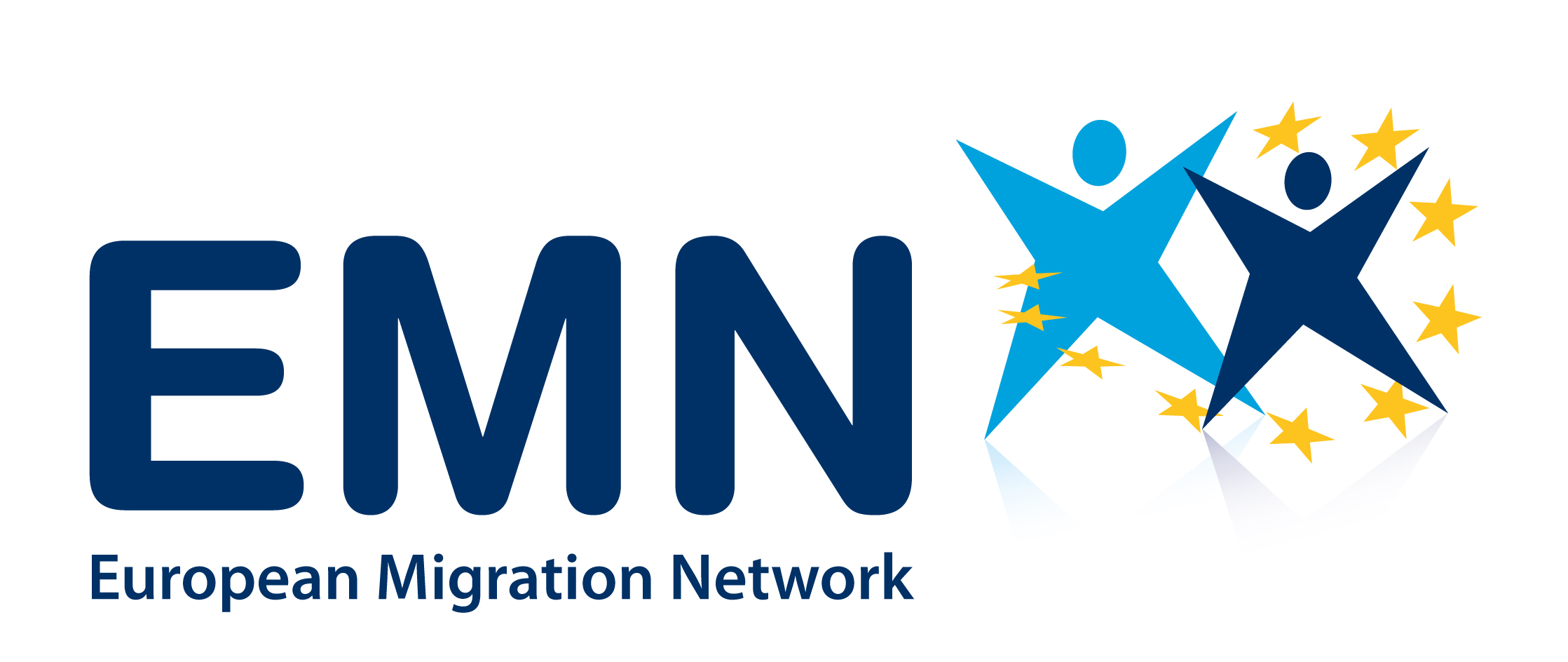
Logo du REM

Le Réseau Européen des Migrations ou REM (en anglais, European Migration Network ou EMN) est un réseau cofinancé par l’Union européenne, dont le but est de fournir des informations actualisées, objectives, fiables et comparables dans les domaines des migrations et de l’asile à destination des institutions de l’Union européenne, ainsi que des autorités et institutions des États membres de l’Union européenne afin de contribuer à l’élaboration des politiques dans ces domaines. L’objectif est également de rendre ces informations accessibles au grand public. Le Réseau Européen des Migrations (REM) a été établi par la Décision du Conseil 2008/381/CE adoptée le 14 mai 2008. 

## Objectifs
Le besoin des États membres d'échanger des informations sur tous les aspects des questions migratoires, et de contribuer à l’élaboration d’une politique commune en matière d’asile et d’immigration, a été initialement identifié lors du Conseil européen de Laeken (2001) et confirmé lors du Conseil européen de Thessalonique en 2003, année au cours de laquelle le Réseau Européen des Migrations a été lancé comme projet pilote. Le Programme de la Haye a, quant à lui, confirmé l'importance d'une analyse commune des phénomènes migratoires et son successeur, le Programme de Stockholm, contient de nombreux éléments pour une meilleure comparabilité et échange d’informations entre les États membres, couvrant un large éventail de développements politiques en matière d’asile et d’immigration. C’est dans ce contexte qu’a été établi en 2008 le Réseau Européen des Migrations.

## Structure et Organisation du Réseau
Le REM est coordonné par la Commission européenne, sous la responsabilité de la Direction Générale des Affaires Intérieures, et en coopération avec des Points de Contact Nationaux (PCN) du REM, constitués dans chacun des États membres, plus la Norvège, par le gouvernement de l’État concerné. Les PCN se composent entre autres des Ministères de l’Intérieur et de la Justice, des instituts de recherche, des organisations non-gouvernementales et des bureaux nationaux d’une organisation internationale. Chaque Point de Contact coopère avec un réseau national, composé d’organisations et de personnes actives dans le domaine des migrations et de l’asile. Le REM est supervisé par un Comité Directeur, présidé par la Commission européenne et constitué d’un représentant de chacun des 26 États membres ayant participé à l’adoption de la Décision 2008/381/CE du Conseil, ainsi que d’observateurs du Danemark, du Parlement Européen et de la Norvège.

## Rapports, Études et autres productions du REM
Le REM produit des rapports politiques annuels, ainsi que des rapports statistiques annuels et des études sur des sujets pertinents sur le plan des politiques d’asile et d’immigration. Ces rapports et études sont basés, non pas sur des recherches de « première main », mais plutôt sur des informations produites ou collectées par les membres du réseau dans les États membres, informations par la suite synthétisées de manière à fournir une perspective comparative à l’échelle de l’UE. Le REM dispose également d’un système de Requêtes Ad Hoc à l’usage de ses membres et a également développé un Glossaire de termes sur l’asile et l’immigration, avec le but de l’incorporer dans la Terminologie Interactive pour l’Europe (IATE).
Depuis 2009, le REM a rendu compte des progrès accomplis au regard des engagements pris dans la méthode de suivi pour le contrôle de la mise en œuvre du Pacte européen sur l’immigration et l’asile adopté lors du Conseil européen d'octobre 2008. Les travaux du REM ont également été cités dans le Plan d’Action de la Commission de mai 2010 sur les mineurs non accompagnés, lequel utilise des informations reprises dans le rapport « Politiques relatives à l’accueil, l’intégration et le retour des mineurs non accompagnés » réalisé par le REM en 2009.
Le REM travaille en étroite collaboration avec d’autres organisations actives dans le champ des politiques d’asile et d’immigration, tant au sein des institutions de l’UE qu’en dehors de celles-ci, en particulier en ce qui concerne des études et des thèmes politiques spécifiques. Ces organisations incluent Eurostat et la Direction Générale Recherche de la Commission Européenne, l’Agence des droits fondamentaux de l'Union européenne (FRA), Eurocities, le Centre pour l’Étude des Politiques Européennes (European Policy Centre) et le Bureau européen d’appui en matière d’asile (BEAMA), dès que ce dernier sera pleinement opérationnel.

## Événements à venir
Une évaluation externe indépendante du développement du REM a été entamée en 2010 et a été achevée fin 2011. Cette évaluation externe rend compte de l’efficacité et du bon fonctionnement du REM, et elle évalue dans quelle mesure le REM atteint ses objectifs, en particulier sa capacité à soutenir l’élaboration des politiques d’asile et d’immigration. Les résultats de cette évaluation seront utilisés dans un rapport de la Commission sur le développement du REM et son éventuelle évolution future.

## Sources
Décision du Conseil du 14 mai 2008 instituant un réseau européen des migrations 2008/381/CE
Synthèse de la législation de l'UE - Décision 2008/381/CE du Conseil du 14 mai 2008 instituant un réseau européen des migrations
Synthèse de la législation de l'UE - Livre vert de la Commission sur l'avenir du réseau européen des migrations